# Ricky Begeyn
Ricky Begeyn (Brugge, 20 augustus 1976) is een Belgische doelman die anno 2012 uitkomt voor SVV Damme.

## Carrière
Begeyn begon z'n carrière bij Club Brugge, maar kon daar niet doorbreken in het eerste elftal. In 1997 verhuisde hij naar derdeklasser KRC Gent-Zeehaven, maar een jaar later stapte hij over naar Cercle Brugge. Daar bleef hij twee jaar onder de lat, alvorens in 2000 over te stappen naar KSV Roeselare. Twee jaar later keerde hij echter terug naar Cercle Brugge, waarmee hij naar eerste klasse promoveerde. Hij verloor daar echter z'n plaats als eerste doelman en na een uitleenbeurt aan Dender verliet hij Cercle in 2006 voor KV Oostende. Hij speelde later nog voor Verbroedering Meldert, KSK Maldegem, Sint-Laureins en sinds 2011 voor SVV Damme, sinds 2012 voor SC Beernem.